# Кандида из Хероны
Кандида (умерла в 798 году) — отшельница из Жироны. День памяти — 27 января.
Испанка по происхождению, святая Кандида (Candida) была матерью святого Эмерия (Emerius, Memerius). Она жила затворницей неподалёку от монастыря святого Стефана  в Баньоласе, что около Жироны, Испания.